# Ben-Hur (novela)
Ben-Hur (título original: Ben-Hur: A Tale of the Christ, literalmente Ben-Hur: una historia de Cristo) es una novela del escritor estadounidense Lewis Wallace, publicada por primera vez 12 de noviembre de 1880, que relata la historia de un príncipe judío ficticio, Judá Ben-Hur y sus peripecias en la época de Jesucristo, en un mundo en el que se gestaba una nueva fe. 
Se considera que Ben-Hur es el libro cristiano más influyente del siglo XIX. En el año 1900 llegó a ser la novela más vendida en Estados Unidos, superando en ventas a La cabaña del Tio Tom (1852) de Harriet Beecher Stowe. Ben-Hur permaneció siendo la novela más vendida hasta la publicación de Lo que el viento se llevó de Margaret Mitchell en 1936.
Se han hecho versiones teatrales y  cinematográficas de la novela, siendo las dos películas más importantes las dirigidas por Fred Niblo en 1925, y William Wyler en 1959.

## Argumento

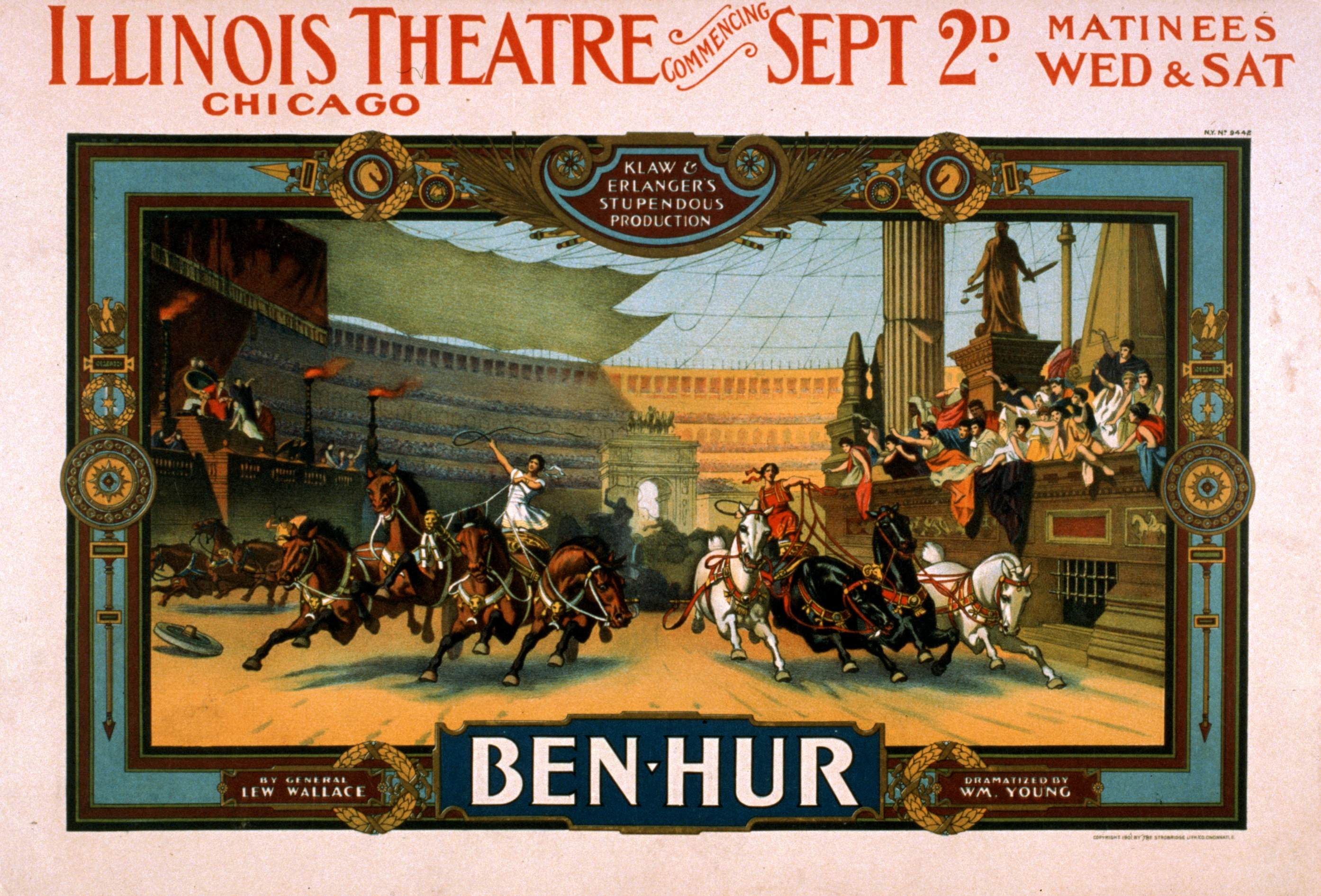
Obra de teatro acerca de Ben-Hur.

La historia de Ben-Hur está dividida en ocho grandes partes y un epílogo, cada una con sus respectivos capítulos, en los que se explica la trama de manera cronológica.

### Primera parte
La primera parte describe los acontecimientos de la Natividad, enfocándose especialmente en los Reyes Magos del Oriente. En la escena de apertura, Baltazar, un egipcio, monta un camello que se detiene en un cierto punto del desierto, donde establece una tienda. Otros dos hombres llegan al mismo lugar al cabo de unas horas. Uno es Melchor, un indio, y el otro es Gaspar, un griego de Atenas.
Cada uno de los tres hombres cuenta su historia y comprenden que han sido reunidos por su objetivo común de buscar solución a los problemas que hay en el mundo. Tras mucho orar, se les promete que verán al hijo de Dios, el Salvador de los hombres.
Esa noche una estrella radiante brilla sobre la región y ellos lo toman como un signo de que deben marcharse. Siguen la estrella, que los conduce hacia la provincia de Judea.
La escena cambia a la Puerta Joppa de Jerusalén. Aquí, María y José viajan por el camino de Nazaret a Belén y se detienen en una posada en la entrada a la ciudad, donde el Sheik les informa que no hay ninguna habitación disponible debido a la gran afluencia de la gente.
María está embarazada y sus dolores aumentan. Aconsejados por el Sheik, se dirigen a una cueva sobre la ladera detrás de la posada, donde hay pesebres para alimentar a los animales. Una cueva particular tiene gran importancia histórica, ya que el mismo rey David había vivido allí en ciertos momentos de su vida. Aquí María y José, con algunos de sus amigos, se alojan, y Jesús nace en la cueva.
En las praderas a las afueras de la ciudad, un grupo de siete pastores vela a sus rebaños. Los ángeles del cielo les anuncian el nacimiento del Cristo. Los pastores se apresuran hacia la ciudad y entran en la cueva para adorar a Cristo. A continuación, esparcen las noticias del nacimiento del Cristo, logrando que muchas otras personas vengan a verlo.
Los Reyes Magos pronto llegan a Jerusalén y piden información sobre Cristo. Herodes el Grande se asombra al enterarse de la existencia de otro rey que desafiaría su poder, por lo que pide al Sanedrín que investiguen para él lo que indican las escrituras. El Sanedrín le comunica su interpretación de la profecía acerca del lugar de nacimiento de Cristo, declarándole que debía ser la ciudad de Belén. Los Reyes Magos se dirigen hacia allá, siguiendo a la estrella hasta encontrar a Cristo, a quien habían buscado desde hacía mucho tiempo.
El Espíritu Santo les advierte que no regresen con Herodes y que, en cambio, busquen a un comerciante árabe llamado Ilderim.

### Segunda parte
Judá Ben-Hur es el hijo de la rica y noble familia de Ben Hur que se encuentra establecida en Judea. En esa época, la provincia de Judea iba a recibir a un nuevo gobernador, Valerio Graco, quien estaba dispuesto a traer cambios a Jerusalén.
Judá se reencuentra con su mejor amigo de la infancia, Mesala, al que no había visto desde hacía cinco años. Mientras hablan de los recuerdos de su infancia, Judá se da cuenta de que Mesala ha cambiado: después de haber experimentado el ambiente de Roma, está convencido de la necesidad de luchar a favor del Imperio. Esta situación provoca una discusión entre ellos.
El nuevo gobernador llega a Jerusalén donde entra triunfante con sus soldados, paseando por sus calles. Mientras, Judá se encontraba en la terraza del palacio de los Ben Hur, junto a su hermana Tirza. Entonces, cuando Graco pasaba por la calle donde estaba el palacio de los Ben Hur, Judá se inclinó, apoyándose en una baldosa de la terraza que, para su desgracia, estaba suelta y ésta cae justo cuando Graco pasaba por allí, dándole en la cabeza; inmediatamente la gente en los otros balcones de las casas vecinas comienza a señalar a Judá y a llamarlo asesino, mientras Graco permanece en el suelo, siendo atendido por sus soldados.
Arriba, en la terraza, Judá trata de calmar a su hermana Tirza, diciéndole que había sido un accidente y que la elevada posición de la familia haría imposible el que fueran arrestados. Entonces, los soldados romanos derriban la puerta y comienzan a abrirse paso entre los criados, matándolos a todos y apresando a Judá. 
El jefe de los soldados romanos se sorprende de que Judá sea tan joven y le ata las manos con cuerdas. Entonces, de entre los soldados, aparece Messala. Judá le ruega que interceda en favor de su hermana y su madre para salvarlas, pero Mesala finge no oírlo y se retira. Su madre y Tirza son llevadas a la prisión y él queda separado de ellas.
De este modo, Judá pasó de ser un aristócrata israelí a un prisionero de los romanos. 
Al día siguiente, los soldados romanos pusieron un letrero a la puerta del palacio de los Ben Hur, que decía: "Esta casa es propiedad del emperador".
Al paso de Ben Hur por Nazaret, rumbo al castigo de las galeras, un joven de su edad, compadecido de su fatiga, le da de beber agua. Ninguno de los dos pronuncia una sola palabra pero Judá siente en el alma el peso impresionante de aquellos ojos bondadosos y enérgicos que lo ayudan a superar sus desgracias, ese joven era Jesús.

### Tercera parte
La narración pasa ahora a una escena en Italia, los buques piratas griegos han atacado barcos romanos para conseguir su botín en el mar Egeo, y se había ordenado que Sejanus Quinto Arrius tomara los buques de guerra para luchar contra los griegos.
Judá Ben Hur está a bordo de uno de los buques, al haber sido condenado a una vida de galeote de guerra. A diferencia de muchos otros, que a menudo murieron pronto en sus trabajos, él había sobrevivido a tres ásperos años, principalmente debido a su esperanza de unirse a una rebelión contra Roma.
Arrio organiza una audiencia privada con Ben-Hur, quien aparece en la cubierta y le relata su vida, despertando una gran admiración en Arrio. 
Poco tiempo después, los piratas salen al encuentro de la embarcación y la abordan. Judá vuelve a su puesto y comienza a remar sin cadenas hasta que, estando la batalla perdida, se arroja al mar. Judá encuentra un tablón flotando en el agua y se aferra a él mientras contempla como la galera se hunde.
Arrio también sobrevive y los dos permanecen flotando hasta que aparece un barco romano. Tiempo después, Arrio derrota a los piratas y obtiene el grado de triunviro al tiempo que adopta a Ben-Hur y lo convierte en un ciudadano de Roma.

### Cuarta parte
Año más tarde, Arrio fallece y sus bienes pasan a Ben-Hur quien ha de trasladarse a Antioquía por asuntos de Estado. En el viaje, se entera de que un compañero de su padre, Simonides, vivió en una casa en esta ciudad, y que las posesiones de su padre se le había confiado a él. En consecuencia, decide visitar la casa para reclamarlas.
Tras relatar su historia, Simónides le exige más pruebas y su hija comienza a desarrollar un interés romántico por Ben-Hur. En ese momento, Judá no es capaz a aportar ninguna pero aprovecha para preguntar acerca del paradero de su hermana y de su madre. Desgraciadamente, no le es posible darle información al respecto por lo que Ben-Hur abandona la casa desconsolado.
Simonides decide poner al supuesto Ben-Hur a prueba, ordenando a Malluch, uno de sus sirvientes, que lo espíe. Malluch sigue a Ben-Hur hasta el famoso Jardín de Daphne, donde este se encuentra a Messala, al que ahora considera un traidor, entrenando para una carrera de cuadrigas.
Hasta los oídos de Ben-Hur llega el anuncio de uno de los agentes del Sheik Ilderim, que busca un aúriga para participar en el evento. Ben-Hur decide presentarse puesto que es una oportunidad para vengarse de Messala, derrotándolo en el arena.
Mientras tanto, Baltasar y su hija Iras están sentados en una fuente en el estadio. Messala en su carro le da una sacudida que destruye las velocidades en su dirección. Ben-Hur lo detiene, en la que se disculpa Messala. Baltasar da las gracias a Ben-Hur y se presenta con un regalo.
Ben-Hur se reúne en la tienda de Ilderim. Malluch sigue con él, ya lo largo de la manera en que hablan de Cristo y Malluch, que ha escuchado la historia de Baltasar, que se refiere. De repente, se dan cuenta de que el hombre que rescató en la fuente, Baltasar fue uno de los magos que vio al Cristo. Malluch vuelve a Simonides a su llegada, discuten todos juntos, y que la conclusión de que Ben-Hur es realmente quien dice ser, y que está de su lado en la lucha contra Roma.
Messala está en un comedor con unos amigos en el palacio al otro lado del río de la casa de Simonides. Mientras que en conversación con ellos, Messala se da cuenta de que Ben-Hur ha sobrevivido y vive en una casa romana y ha sido restaurado a su honor, y ahora lo amenaza con tomar venganza en él.
Mientras tanto Iras, la hija de Baltasar llega a la tienda Ilderim, saluda y empieza a hablar con Ben Hur y el Sheik. Hablan de Cristo, y cómo debe haber sido preparada para entrar en el ministerio público ya que se estaba aproximando a la edad de treinta. En otra historia, Ben-Hur parece estar teniendo un interés en la hermosa Iras.

### Quinta parte
Messala envía una carta a Valerio Graco informándole de que Ben-Hur está vivo y bien. Sin embargo, el jeque Ilderim, que actualmente está viendo Ben-Hur la formación de los caballos, recibe la carta de un agente que interceptó el correo como la ejecución se pasa por su territorio.
Ben-Hur parece ser la persona adecuada para impulsar los caballos, para que tome en ese viaje que el jeque Ilderim está impresionado. Sin embargo, el jeque informes urgentes que tiene noticias de él. Se abre la carta interceptada, y Ben-Hur comienza su lectura. Él se enfada cuando se encuentra una referencia en la carta que parece indicar que su familia había muerto en una celda de la Fortaleza Antonia. A continuación, se sorprendió y horrorizó cuando se da cuenta de Messala sabía mucho sobre él y su paradero. Resultó que Messala había enviado espías a la tienda haciéndose pasar por personas que quieren ser contratados como conductores del carro.
La puerta se abre, y Simonides, Malluch, y Esther entran. En este punto hay una breve nota en la historia que Ben-Hur también es atraído a Esther.
Que para conversar un rato, y ofrece Simonides Ben-Hur 673 talentos: 120 talentos en efectivo, y 553 más en el talento de propiedad. Esta fue la fortuna acumulada de los negocios de su padre. El humilde Ben-Hur, sin embargo, sólo acepta el dinero, quedando el resto para el mercado para usar en su propia disposición.
Su siguiente tema de debate es la entrada de Cristo. Se refieren a las profecías de la Tanakh, y comenzar a debatir acerca de la naturaleza de la promesa de Cristo. Finalmente, llegan a un acuerdo de que cada uno haga su parte para luchar por el Cristo, a quien consideran un salvador político de la autoridad romana.
Es el día antes de la carrera. Ilderim preparado sus caballos y lances al estadio. Ben-Hur Malluch encarga de aprender tanto como pueda sobre la carrera y tratar de atraer la atención de ella. Ahora, carreras de carro fueron grandes acontecimientos deportivos, y casi todos en la ciudad de entrar en el espíritu, y declaró su apoyo a uno de los participantes, para formar "campañas" en apoyo de los concursantes. En vista de ello, Ben-Hur también nombra Malluch para organizar una "campaña" para él.
Mientras tanto Messala contraataca, organiza una gran campaña, así como Ben-Hur revela su identidad al mundo. Además, se gana el apoyo de las multitudes, y las probabilidades de inclinación hacia su gran campaña. Malluch, sin embargo, los desafía al grupo de Messala ofreciendo a sí mismo una apuesta Messala de 50 Talentos, que, si el romano pierde, quedaría en la pobreza.
El día de los juegos llega, y los primeros eventos pasan rápidamente. Por último, es hora de la carrera de carros. Los amigos de Ben hur se sientan en las gradas, observando atentamente. Al empezar la carrera hay seis participantes, pero en los comienzos el carro de uno de ellos, el ateniense Cleanthes, se bloquea y se cae a su muerte. Después de varias vueltas, Messala y Ben-Hur se enfrentan para llegar primero a la meta, y los otros tres concursantes los persiguen por el tercer puesto.
Cerca del final de la carrera, Ben-Hur golpea deliberadamente su carro contra la rueda de Messala de tal manera que la rompe. Messala cae del carro hacia abajo. Además, Admetus, un Sidonio, salió rápido y se estrelló con él. Ben-Hur, sin embargo, sale ileso, y gana la carrera prácticamente indiscutible, ya que los otros dos carros estaban demasiado lejos. Ben-Hur fue coronado ganador y lluvia de premios, y estaba muy contento en tomar venganza, y ganar en su primer ataque contra Roma.
Después de la carrera, recibe una carta de Iras que le pide que vaya al palacio romano de Idernee al día siguiente. Ben-Hur cuando llega allí, se da cuenta de que ha sido engañado, probablemente por Messala, porque está bloqueado en el interior del palacio y no está Iras.
Poco después un cierto Thord, un hombre que había de Sajonia capacitado Ben-Hur en la romana lanista, llega con un amigo y admite que le pagó Messala para matar a Ben-Hur, una vez por todas. Que duelo, pero antes de que finalice el combate con Ben-Hur este le ofrece a Thord cuatro mil sestercios por dejarle vivir. Entonces, Juda mata al compañero de thord y lo disfraza como él para engañar a Messala. Thord le afirma a Messala que el hombre atrapado en el interior del palacio es Ben-Hur mismo, y que él le ha matado. De esta manera, Thord recoge el dinero de ambos Messala y Ben-Hur y regresa a Roma para abrir una tienda de vinos.
Ahora que Ben-Hur había "muerto", huyó al desierto con Ilderim y comenzó a planificar su futuro, a salvo de sus enemigos.

### Sexta parte
Simonides soborna a Sejano para quitar del puesto a Valerio Graco como un servicio a Ben-Hur, que ahora tendría más libertad para moverse al haberse ido uno de sus enemigos. Poco después de la adhesión del nuevo prefecto, Poncio Pilato, Ben-Hur se establece en Jerusalén para encontrar a su madre y su hermana.
Mientras tanto, Pilato ha ordenado una revisión de los registros de la cárcel romana para garantizar que la justicia se mantiene. La sonda revela que una celda de la prisión se ha omitido, y que fue deliberadamente Graco tratando de ocultar la existencia de la celda.
Pilato ordena reabrir la celda y encuentra que hay dos mujeres leprosas dentro del lugar: la madre y hermana de Ben Hur, que son puestas en libertad, y dejar por un tiempo a su antigua casa, que es ahora propiedad de Roma y a la venta. aquí pasan a dormir en la casa, y ofrecen gracias a Dios, pero que lloran, como los leprosos, que son a ser desautorizado, y que nunca puede ver otra vez Ben-Hur.
Amrah, la sirvienta egipcia que, una vez que se sirve en Ben-Hur de la casa, descubre a Ben-Hur y lo despierta, y que se encuentra. Amrah revela que ha estado en la casa de Hur para todos los años, en una de las puertas y furtivamente fuera de él de vez en cuando a comprar en el mercado. Ella también había mantenido en contacto con Simonides a través de estos viajes e incluso ha desalentado a muchos potenciales compradores de la casa porque pensaban que era un fantasma!
Amrah y Ben-Hur independientemente tratan de encontrar información sobre sus familiares perdidos. Mientras que Ben-Hur obtiene un informe de un oficial romano acerca de la liberación de dos mujeres leprosas, Amrah opta por rumores y Ben-Hur se encuentra la madre y hermana primero. Instan a mantener su nueva "residencia" en secreto. Por esta razón, Ben-Hur no tuvo éxito en su larga búsqueda de familiares perdidos.
Alrededor de este tiempo una orden acababa de ser autorizada para utilizar los fondos de la tesorería del Templo judío para construir un nuevo acueducto para llevar agua a Jerusalén. Esto fue visto como un sacrílego por el pueblo judío y le piden a Pilato cancelar su plan. Pilato, sin embargo, envía a sus soldados en el encubrimiento a mezclarse con la multitud. A la vez que golpeó y masacraron a los manifestantes. Sin embargo, Ben-Hur administra la huelga contra Roma de nuevo por matar a un guardia romana en un duelo, y se convierte en un héroe ante los ojos de un grupo de manifestantes galileo.

### Séptima parte
En una reunión de emergencia en Betania, Ben-Hur y sus galileos organizan una fuerza de resistencia, un ejército de rebelión contra Roma, cuando sea necesario. Se aplica a Simonides y Ilderim de ayuda, y establecer una base de entrenamiento en el territorio de Ilderim, profundo en el desierto. Después de la formación de algún tiempo, Malluch le envía una carta anunciando la aparición de un profeta que él considera como el Cristo, y Ben-Hur está encantado.
Ben-Hur viaja a Jordania por los vados, y en el camino se reúne de nuevo con Iras y Baltasar, que viajan con el mismo fin. Ben-Hur, sin embargo, todavía no acepta el razonamiento de Baltasar que el Cristo era un Salvador en lugar de un rey terrenal.
Así llegan a la comunidad de Betabara, donde un grupo se ha reunido para ver a Juan el Bautista. De repente, un hombre camina hacia Juan, y pide que se le bautize. Ben-Hur lo reconoce como el mismo hombre que le dio agua en el pozo en Nazaret muchos años antes, y Baltasar adora, y casi se desmaya de la alegría de ver una vez más el Cristo.

### Octava parte
Durante los siguientes tres años, Jesús predica su evangelio en torno a Galilea, y Ben-Hur se convirtió en uno de sus ansiosos seguidores. Él, sin embargo, comienza a pensar que las palabras de Baltasar pueden ser ciertas después de todo, cuando ve que se está comportando con humildad, la elección de los pescadores y similares personas "humildes" como apóstoles. Además, considera que Jesús está desperdiciando tiempo valioso porque no se proclamó rey de inmediato. Sin embargo, ha visto a Jesús hacer milagros, y está convencido de que Cristo realmente ha llegado.
Durante este tiempo Malluch, armados con la fortuna Hur, compró la casa vieja en la Vía Dolorosa y renovado que, a la restauración de su esplendor que fue aún mayor que antes del incidente con Gratus. A continuación invitó a Simonides y Baltasar, con sus hijas, a vivir en la casa con él, y se convierten en regulares ocupantes de la casa, mientras que Ben-Hur, irónicamente, rara vez se queda en la casa, e incluso cuando lo hace, se trata como un invitado.
Ahora, el día antes de que Jesús tenía previsto entrar en Jerusalén y, finalmente, proclamar a sí mismo, Ben-Hur vuelve y les da una revelación completa de lo que ha sucedido a través de los años que ha seguido a Jesús. Cuando se menciona la curación de diez leprosos, Amrah se da cuenta de que de la madre y hermana de Juda podrían ser curadas, y la mañana siguiente apura a los leprosos de su cueva para decirles las buenas noticias. Esperan a lo largo de una carretera, y en medio de todo el regocijo y alboroto en la entrada triunfal, le piden a Jesús que las sane, y su solicitud es concedida.
Después de ser curadas, Ben-Hur las encuentra y abraza, se da cuenta de quienes son (su madre y hermana) y finalmente se vuelven a reunir.
Varios días después, IRAs conversa con Juda de una manera áspera y le dice lo que ella realmente piensa de él (un galeote) y que al principio lo amaba porque creía que él era el hijo de Arrio pero ahora lo detesta más que a cualquiera en este mundo y también le dice que está aliada con Messala desde hace mucho tiempo y le exige la devolución de su fortuna, ante la negativa de Juda ella se va.
Esa noche, Ben-Hur se da cuenta de lo diferente que Baltasar y su hija son, y decide volver a Esther. Mientras él se pierde en el pensamiento, observa una marcha por la calle, y se mezcla con ella, completamente confundido y se da cuenta de que Judas Iscariotes es líder en la marcha, y muchos de los sacerdotes del templo y soldados romanos son los que marchan con él. ¿Cuál era su objetivo de esta rara la colaboración entre romanos y judíos?
La respuesta no se hace esperar, sino que fue a un oscuro jardín llamado Getsemaní, que Ben-Hur se confunde aún más, y que ve, por delante de él, Jesús camina a encontrarse con ellos. El famoso "¿A quién buscáis?" el discurso se produce, en la que, por única vez en la novela, Jesús es mencionado por su nombre. Ben-Hur, horrorizado por la traición, es descubierto por un sacerdote que tira de sus vestiduras para conducirlo a la custodia, sin embargo, rompe y huye desnudo. Él reclama algunas prendas de vestir que había sacado anteriormente, y envolver en ella a sí mismo, se retira de golpe.
Cuando viene la mañana, Ben-Hur se entera de que los judíos han y sacerdotes tratan de ejecutar a Jesús ante Pilato y aunque este se opone y lo declara "inocente", sin embargo, es condenado a la crucifixión debido a la insistencia de la gente. Ben-Hur es el más sorprendido por la forma en que su legiones han desertado en su momento de necesidad, y, además, cómo un tipo romano fue más misericordioso hacia el Cristo que su propio pueblo.
Con la marcha hasta el Calvario Ben-Hur renuncia a sí mismo a lo que él cree es la voluntad de Dios, y ver la crucifixión de Jesús. El cielo se oscurece, a pesar de que no hay un eclipse. Ben-Hur ofrece a Jesús el vinagre de vino para volver a Jesús a favor de él, y Jesús pronuncia su último mensaje "consumatum est. Todos los que aprobaron su crucifixión ahora sucumben al miedo por un terremoto que ha llegado y el cielo todavía está oscuro.
Para Ben-Hur y sus amigos, sin embargo, este es un momento en el que se comprometieron sus vidas a Jesús, que ahora cuenta no es el rey terrenal que había esperado, pero un rey celestial y un Salvador de la humanidad.

### Epílogo
La historia contiene un epílogo con dos escenas en los años posteriores a la Crucifixión.
En la primera escena Ben-Hur y Esther se han casado y tenido hijos, ya que se sienta en su casa de campo en Misenum. En ese momento Iras llega a hablar con Ester y queda impresionada al ver el aspecto degradado de su rival, Iras observa a los niños que podría haber tenido, y le anuncia que ha matado a Messala y finalmente descubrió que los romanos eran "Brutos". Ella se va al igual que como llegó de repente.
En la segunda escena de Ben-Hur se halla en la casa de Simonides en Antioquía. El negocio de Simonides ha tenido éxito, y ahora, como un anciano, que ha vendido la totalidad de sus buques, sino una, y que uno ha vuelto de su último viaje, probablemente, y estaba destinado para el mismo destino, la mayoría de las fortunas de Simonides y Ben-Hur se había ofrecido a la iglesia de Antioquía.
La madre de Ben-Hur ha muerto, pero su familia, al ser cristiana, no sufre mucho el trauma o la depresión de la partida. Shaikh Ilderim ha pasado toda su fortuna y el título a su hijo, también llamado Ilderim, con la excepción de la Huerta de Palmas, que pasó a Ben-Hur. Los cristianos de Roma están sufriendo persecuciones bajo las manos del emperador Nerón, y Ben-Hur y sus amigos deciden hacer algo para ayudar.
Poco después, Ben-Hur, Esther, y Malluch establecidos en el último de los buques a Roma, y lleva consigo todo el dinero que habían tenido y con el deciden construir una iglesia subterránea, que, dice el autor, ha sobrevivido a través de los años y que ahora se conoce como la catacumba de San Calixto en Roma.

## Trasfondo de la historia
Lewis Wallace dijo que escribió «Ben-Hur» como una manera de interpretar sus propias creencias acerca de Dios y de Cristo. También se ha asegurado que él, antes, había sido incrédulo y fue precisamente a través de sus estudios en documentos de la época para redactar su novela, que llegó a la conclusión de que realmente existió Jesús de Nazaret. 
El estilo literario de la novela fue mediante la combinación de romanticismo y espiritualidad, común en las novelas sentimentales del siglo XIX. Muchos miembros del clero que eran opositores de las novelas en general, a partir de Ben-Hur, cambiaron de parecer y, en consecuencia, su aprobación ayudó a que «Ben-Hur» se convirtiera en una de los novelas best seller de su tiempo. Este hecho, no sólo ayudó a eliminar cualquier resistencia persistente en América a la novela, sino que contribuyó, entre otros, a la introducción de muchos seguidores del cristianismo al teatro y al cine. 
«Ben-Hur» ha sido muy popular; a menudo aparece en las listas principales de la literatura estadounidense. Debido a ello también hay que decir que su fama es controvertida. Hay quien opina que para muchos críticos literarios ha llegado a ser una fuente de frustración debido a la desproporción entre su rotunda popularidad y su baja calidad literaria (se apunta a problemas como los planos de los personajes y el diálogo, las coincidencias poco probables, la trama tediosa por sus largas descripciones, etc.). Sin embargo, otros críticos dicen que es muy entretenida y fascinante, con una trama bien estructurada y una apasionante historia.

## Adaptaciones del libro llevadas al cine
- Ben-Hur (1907), película muda no oficial de la obra de Wallace.[3]
- Ben-Hur (1925), protagonizada por Ramón Novarro.[4]
- Ben-Hur (1959), protagonizada por Charlton Heston, ganadora de 11 premios de la Academia incluyendo mejor película.[5]
- Ben-Hur (2010), protagonizada por Joseph Morgan
- Ben-Hur (2016), protagonizada por Jack Huston.[6]